# Carsia cleander
Carsia cleander är en fjärilsart som beskrevs av Felder 1860. Carsia cleander ingår i släktet Carsia och familjen mätare. Inga underarter finns listade i Catalogue of Life.